# باول كيارني
باول كيارني (بالإنجليزية: Paul Kearney)‏ هو كاتب بريطاني، ولد في 1967 في بيليمينا في المملكة المتحدة.